# NGC 6098
NGC 6098 في الفهرس العام الجديد، هي مجرة، تقع في كوكبة الجاثي. اكتشفت في 24 أبريل 1867 بواسطة لويس سويفت.

## روابط خارجية
- NGC 6098 على موقع ويكي سكاي: DSS2, SDSS, GALEX, IRAS, Hydrogen α, X-Ray, Astrophoto, Sky Map, Articles and images